# ⊿ (음반)
《⊿》(트라이앵글)은 일본의 음악 그룹 퍼퓸의 세 번째 음반이다. 2009년 7월 8일 도쿠마 재팬 커뮤니케이션즈에서 발매했다. 첫회 한정판에는 뮤직비디오, 공연 영상과 싱글 TV 광고가 들어있는 DVD가 추가로 붙어있다.
이전 정규 음반인 《GAME》이후 발매한 싱글 〈love the world〉, 〈Dream Fighter〉, 〈원룸 디스코〉와 〈love the world〉, 〈Dream Fighter〉의 커플링곡인 〈edge〉, 〈네가이〉의 리믹스 버전을 합한 5곡과, 신곡 7곡으로 구성되어 있다.

## 수록곡

### CD
나카타 야스타카가 모든 곡의 작사, 작곡, 편곡을 맡았다.
1. Take off
2. love the world
3. Dream Fighter
4. edge (⊿-mix)
5. NIGHT FLIGHT
6. Kiss and Music
7. Zero Gravity
8. I still love U
9. The best thing
10. Speed of Sound
11. 원룸 디스코 (ワンルーム・ディスコ)
12. 네가이 (Album-mix)(願い 소원[*])

### 한정판 DVD
1. 〈I still love U〉 Special Video Clip
2. 〈NIGHT FLIGHT〉 LIVE@요요기 제일체육관 May 10,’09
3. 〈edge〉 LIVE@요요기 제일체육관 May 10,’09
4. 〈love the world〉 TV-SPOT
5. 〈Dream Fighter〉 TV-SPOT
6. 〈원룸 디스코〉 TV-SPOT